# Віталік Бутерін
Віталік Бутерін (народився 31 січня 1994. рос. Виталий Дмитриевич Бутерин) — канадський програміст родом з Росії, співзасновник і колишній редактор друкованого журналу Bitcoin Magazine, мільярдер, співзасновник проєкту Ethereum, за ідею якого в 2014 році виграв премію World Technology Award, обійшовши засновника Facebook Марка Цукерберга та інших претендентів. Він також виграв грант на суму 100 тисяч доларів від Thiel Fellowship для розвитку проєкту.
Під час повномасштабного вторгнення російських військ до України, пожертвував Україні $5 млн у криптовалюті і заявив про підтримку України.

## Життєпис
Бутерін народився в Коломні Московської області в Росії.
Батьки: Дмитро Бутерін — вчений, і Наталія Амелін (уроджена Чистякова).
Він жив у Росії до шести років, коли його батьки емігрували в Канаду в пошуках кращих можливостей для працевлаштування. А в третьому класі початкової школи в Канаді, він був поміщений в клас для обдарованих дітей і почав розуміти, що він схильний до математики, програмування та економіки. Він також міг додавати тризначні числа в голові в два рази швидше за своїх однолітків. Бутерін ходив у школу Abelard School протягом чотирьох років. Це приватна середня школа в Торонто. Як він сказав, це «виявилися найцікавіші та найпродуктивніші роки мого життя. Тісний зв'язок між студентами і викладачами і рівень глибини, на якому матеріал подавався, призвів до того, що мені захотілося дізнатися, і зосередитися на навчанні як на головній меті». Бутерін дізнався про Біткойн, від батька, у віці 17 років.
У 2012 році в Італії отримав бронзову медаль на міжнародній олімпіаді з інформатики.
У 2013 році він відвідав розробників в інших країнах, які поділяли його ентузіазм з приводу програмування. Він повернувся в Торонто пізніше в цьому році і опублікував «білу книгу», запропонувавши створення Етеріума. 
Він навчався в університеті Ватерлоо, а в 2014, коли він отримав стипендію Тіля у розмірі $100,000, то кинув університет і пішов працювати на Етеріум весь час.
27 серпня 2018 року музиканти Gramatik & Kotek випустили музичну композицію, присвячену Віталіку Бутеріну.
У вересні 2022 року Віталік Бутерін приїхав до Києва та взяв участь у Web3-хакатоні, що проходив у UNIT.City.

## Проєкти
- Bitcoin Magazine (2011—2014)
- Ethereum (2013 — теперішній час)
- Також зробив свій внесок як розробник в інші проєкти з відкритими вихідними кодами.

### ПочатокБіткойн журналу
Бутерін зустрів людину на біткойн форумі, яка намагалась запустити біткойн блог. Власник запропонував п'ять біткойнів (близько $3,50) для тих, хто хотів написати статтю для нього. Бутерін писав для сайту, поки сайт не закрили внаслідок відсутності зацікавленості біткойном.
У вересні 2011 року інша людина вийшла до Бутеріна з пропозицією про новий журнал під назвою Bitcoin Magazine. Віталіку пропонували позицію першого співзасновника, і внесок як провідного дописувача.
Крім того, Бутерін писав про біткойн-теми для інших видань, у тому числі Bitcoin Weekly. Bitcoin Magazine в 2012 році пізніше почав видавати друковані версії і його називають як перше серйозне видання, присвячене криптовалютам. Bitcoin Magazine був придбаний BTC Media, де Buterin продовжував писати до середини 2014 року.
Крім того, він займав посаду в раді редакторів Ledger. Ledger — рецензований науковий журнал, який публікує повноформатні оригінальні наукові статті з тематики криптовалют і технології блокчейн.

### Етеріум
Віталік є співтворцем і винахідником Етеріума (Ethereum).
Етеріум був вперше описаний у білій книзі, в кінці 2013 року. Бутерін стверджував, що біткойну потрібна скриптова мова для розробки додатків. Але коли він не зміг отримати згоди, він запропонував розробити нову платформу з більш загальною скриптовою мовою. Про проєкт Етеіріума Бутерін сказав: «я щиро вдячний, що маю можливість працювати в такій цікавій і міждисциплінарній галузі індустрії, де я маю можливість залучати  криптографів, математиків і економістів, відомих в своїх областях, щоб допомогти побудувати програмне забезпечення та інструменти, які вже зачіпають десятки тисяч людей по всьому світу, і для роботи над сучасними проблемами у галузі інформатики, економіки і філософії щотижня.»

### Відкрите ПЗ
Віталік зробив свій внесок як розробник в інші проєкти з відкритими вихідними кодами. Деякі ранні приклади: Kryptokit, pybitcointools, multisig.info і btckeysplit. Він також писав для DarkWallet, бібліотеки Bitcoin Python, і для криптовалютного майданчика Егора (Egora).

## Книги
- Vitalik Buterin. Proof of Stake: The Making of Ethereum and the Philosophy of Blockchains. — Seven Stories Press, 2022. — С. 384. — ISBN 978-1644212486.
- Уильям Могайар, Виталик Бутерин. Блокчейн для бизнеса. — ЕКСМО, 2017. — С. 224. — ISBN 978-5-699-98499-2.
- Виталик Бутерин. Больше денег: что такое Ethereum и как блокчейн меняет мир. — Individuum, 2023. — С. 400. — ISBN 978-5-6048295-8-5.

## Нагороди та визнання
- Стипендія Тіля, 2014.[22]
- Світова Технологічна премія в категорії програмного забезпечення, 2014 (World Technology Award in the IT Software category, 2014).[23]
- Fortune 40 under 40 list, 2016.
- Forbes 30 under 30 list, 2018.[24]
- Почесний доктор наук Базельського університету, 2018.[25][26]
- Став обличчям обкладинки журналу TIME, який вперше в історії вийшов у NFT-версії, 2022.[27]